# J. Jonah Jameson
John Jonah Jameson (ook bekend als J. Jonah Jameson, J.J. of J.J.J.) is een personage uit de Spider-Man strips van Marvel Comics. Hij werd bedacht door Stan Lee en Steve Ditko, en verscheen voor het The Amazing Spider-Man #1 (maart 1963).
Jameson is de hoofdredacteur van de fictieve New Yorkse krant Daily Bugle. Hij is altijd herkenbaar door zijn snor, haarstijl en eeuwige sigaar. Hij voert al sinds Spider-Mans beginjaren als superheld een lastercampagne tegen de superheld, wat mede de reden is dat de meeste mensen hem ondanks zijn heldendaden niet mogen. Ironisch genoeg heeft hij Spider-Mans alter ego, Peter Parker, in dienst als fotograaf.
Jameson is op verschillende manieren neergezet in de loop der jaren. Soms komt hij over als een dwaas, koppig en opgeblazen persoon die zijn personeel goed onder de duim houdt en Spider-Man vooral uit jaloezie zwartmaakt. In andere strips daarentegen komt hij over als een ethische nieuwsman die Spider-Man echt wantrouwt en een harde, maar vaderlijke verhouding heeft tegenover zijn werknemers, inclusief Peter Parker. Maar hoe hij ook neergezet wordt, Jameson is en blijft een belangrijk personage uit de Spider-Manstrips.
De huidige Nederlandse stem van J. Jonah Jameson is Frans Limburg, voorheen waren dit Reinder van der Naalt en Frits Jansma.

## Biografie

### Jonge jaren
Volgens "Behind the Moustache", een verhaal gepubliceerd in Spider-Man's Tangled Web #20 (januari 2003), was Jameson de zoon van David en Betty Jameson. Zijn vader was een officier in het Amerikaanse leger, een oorlogsveteraan die door velen als held werd gezien. Echter, thuis was David erg ruw en hardhandig tegenover zijn vrouw en zoon. Daardoor werd John ervan overtuigd dat niemand continu een held is. Op de middelbare school ontmoette hij voor het eerst zijn toekomstige vrouw Joan. Ze trouwden direct na hun school te hebben afgemaakt.
Jameson kreeg een baan als journalist bij de Daily Bugle. Hij schepte toen al op tegen zijn collega’s dat hij op een dag de hele zaak zou runnen. Jameson was erbij toen Marvels eerste superhelden, Human Torch en Namor the Sub-Mariner, verschenen, en was direct sceptisch over beide. Tijdens de Tweede Wereldoorlog was Jameson een oorlogsjournalist in Europa.
Na de oorlog kregen Jameson en zijn vrouw Joan een zoon, John, die opgroeide tot een astronaut. Toen Jameson terugkeerde van een journalistieke missie om de Koreaanse Oorlog te verslaan, ontdekte hij dat zijn vrouw was omgekomen bij een overval. Om het verlies te verwerken stortte hij zich geheel op zijn baan, en werd gepromoveerd tot hoofdredacteur.

### Jameson en Spider-Man
Toen Spider-Man een mediasensatie werd, nam Jameson zich voor Spider-Man zwart te maken. Hij deed dit niet alleen om de Bugle beter te laten verkopen, maar ook uit wraak omdat Spider-Man met zijn aandacht Jamesons zoon overschaduwde.
Jamesons lastercampagne tegen Spider-Man bevatte een vast patroon waarin Jameson Spider-Man beschuldigde van verschillende misdaden, enkel om deze berichten weer te moeten ontkennen wanneer werd bewezen dat hij ernaast zat. Jameson weigerde echter de verantwoording voor zijn onprofessionele berichtgeving op zich te nemen, en beschuldigde Spider-Man ervan de reputatie van de Bugle te ruïneren. Hoewel hij het nooit wilde toegeven, was Jameson ook jaloers op Spider-Mans heldendaden. Hoewel Spider-Man talloze malen Jamesons leven, en dat van degene om wie hij gaf, redde, bleef Jameson zichzelf ervan overtuigen dat Spider-Man iets te verbergen had. Spider-Mans reactie op alle negatieve media-aandacht varieerde van woede en frustratie tot acceptatie van Jamesons zelfvernietigende dwaasheid.
Jameson loofde regelmatig beloningen uit voor Spider-Mans gevangenneming of het bekendmaken van zijn geheime identiteit. Hij huurde zelfs een privédetective genaamd Mac Gargan in, en liet hem genetische versterking ondergaan waardoor hij veranderde in de Scorpion en Spider-Man kon bevechten. Dit pakte echter anders uit dan gepland aangezien Scorpion al snel doordraaide en zich tegen Jameson keerde. Jameson wist zijn rol bij de creatie van Scorpion jarenlang verborgen te houden. Hij was zelfs zo stom om hetzelfde plan nog eens te proberen, wat resulteerde in de creatie van de superschurk Human Fly.
Ondanks al zijn vijandigheid tegenover Spider-Man heeft Jameson wel foto’s nodig van Spider-Mans heldendaden om op de voorpagina van zijn krant te plaatsen. Peter Parker speelt hier handig op in door foto’s van zichzelf als Spider-Man te maken en ze aan de Bugle te verkopen.
In Amazing Spider-Man #162 ontmoette Jameson Dr. Marla Madison, een wetenschapper en de dochter van een overleden vriend van hem. Hij vroeg haar hulp voor het maken van ene nieuwe type Spider-Slayer robot. Hoewel Spider-Man deze robots ook wist te verslaan, raakte Madison net zo geobsedeerd door het verslaan van Spider-Man als Jameson. De twee trouwden in Amazing Spider-Man Annual #18. De twee namen ook Jamesons nichtje Mattie Franklin in huis, niet wetende dat zij de superheldin Spider-Woman was.
Jamesons rol bij de creatie van de Scorpion kwam aan het licht toen de Hobgoblin Jameson chanteerde met dit nieuws. In plaats van in te gaan op Hobgoblins eisen besloot Jameson het nieuws openbaar te maken bij een persconferentie.
Tot op de dag van vandaag is Jameson opgekomen voor burgerrechten. Hij kwam zelfs op voor de rechten van mutanten, ondanks zijn afkeer voor individuele supermensen. Jameson is beduidend toleranter tegenover superhelden die werken voor de overheid zoals de Avengers.
Toen in Civil War #2 Spider-Mans identiteit bekend werd, viel Jameson flauw bij het besef dat zijn grootste tegenstander zich al die tijd recht voor zijn neus bevond. Ook werd hiermee bekend dat Jameson altijd had gedacht dat er een mate van vertrouwen heerste tussen hem en Peter Parker, al vanaf de dag dat Peter bij de Daily Buggle kwam werken. Hij voelde zich dermate verraden dat zijn band met Peter direct werd verbroken.

## Jameson in andere media
Jameson is een vast personage in bijna elke adaptie van Spider-Man.
- De Spider-Man animatieserie uit 1967 bevatte de meest negatieve versie van Jameson, wiens stem werd gedaan door Paul Kligman. Hij was hierin een egoïstische man die Spider-Man automatisch van elke misdaad beschuldigde, zelfs al was er nog zoveel bewijs dat Spider-Man onschuldig was.
- J. Jonah Jameson verscheen ook in de Spider-Man animatieserie uit 1981 en de animatieserie Spider-Man and His Amazing Friends. In beide werd zijn stem gedaan door William Woodson.
- In de animatieserie Spider-Man: The Animated Series, waarin zijn stem werd gedaan door Ed Asner, werd Jameson op redelijkere manier neergezet. In deze serie is zijn haat tegen Spider-Man vooral vanwege het feit dat Spider-Man een masker draagt. Jamesons vrouw werd namelijk gedood door een gemaskerde schutter. De serie toonde ook Jamesons integriteit als journalist. Hij weigert bijvoorbeeld de waarheid te verhullen, zelfs als hem dit beter uitkomt. Hij heeft ook het beste voor met zijn werknemers, aangezien hij in het geheim Matt Murdock inhuurde om Peter Parker te verdedigen toen die vals werd beschuldigd door Richard Fisk. Jamesons beroemde sigaar werd weggelaten uit de serie.
- Jamesons eerste live-action optreden was in de televisieserie The Amazing Spider-Man, waarin hij werd gespeeld door acteur Robert F. Simon.
- In de Spider-Man film uit 2002 en de vervolgen Spider-Man 2 en Spider-Man 3 werd Jameson gespeeld doorJ.K. Simmons. De filmversie van Jameson behoud zijn haat tegen Spider-Man, maar is verder een goede loyale man (wat bleek toen hij de Green Goblin weigerde te vertellen wie de fotograaf is die telkens de foto’s van Spider-Man maakt). Jameson weet diep van binnen wel dat Spider-Man een held is, en gaf dit zelfs toe in Spider-Man 2 toen Mary Jane was gevangen door Dr. Octopus en Spider-Man was gestopt met zijn leven als superheld. Hij trok deze bekentenis echter meteen weer in toen Spider-Man zijn kostuum, dat nu in Jamesons kantoor hing, terugstal om Dr. Octopus te gaan bevechten.
Mevrouw Jameson is in de films nog in leven. Ze wordt genoemd in de eerste film, en gezien in de tweede.
- Sinds 2019 verschijnt J. Jonah Jameson in het Marvel Cinematic Universe, waarin deze rol wederom weer gespeeld wordt door J.K. Simmons. Deze versie van Jameson is echter niet dezelfde als uit de Spider-Man trilogie van Sam Raimi. Jameson verschijnt in de mid-credit scene van Spider-Man: Far From Home waarin hij kritiek heeft op Spider-Man. Hij vertelt ook dat Peter Parker Spider-Man is en dat Spider-Man Mysterio heeft vermoord. Ook verschijnt J. Jonah Jameson in de mid-credit scene van de film Venom: Let There Be Carnage waarin we nieuwe beelden zien vanuit de gebeurtenissen van Spider-Man: Far From Home, het hoofdpersonage van deze film Eddie Brock reageert op deze beelden nadat hij op een onverklaarbare manier naar een kamer werd geteleporteerd. Voor de film Spider-Man: No Way Home keerde Simmons nogmaals terug maar dit keer in een grote rol als J. Jonah Jameson.
- J.K. Simmons sprak ook de stem in voor J. Jonah Jameson voor de animatieseries Ultimate Spider-Man, Hulk and the Agents of S.M.A.S.H., The Avengers: Earth's Mightiest Heroes, Avengers Assemble
- Jameson verschijnt ook in vele computerspellen van Spider-Man, maar altijd als niet-speelbaar personage.

## Vergelijking met Perry White
Jameson heeft veel overeenkomsten met het personage Perry White van DC Comics, de hoofdredacteur van de fictieve krant Daily Planet waar Clark Kent voor werkt. In een aantal cross-overs tussen Marvel en DC werden de twee dan ook regelmatig met elkaar vergeleken. De twee ontmoetten elkaar daadwerkelijk in de stripserie Marvel vs DC, waarin de mysterieuze nieuwe eigenaar van de Planet White ontslaat en vervangt door Jameson. De twee bezoeken boos de eigenaar (Wilson Fisk, alias de Kingpin) en worden hier getekend met bijna identieke kleren, horloges, haarstijlen en sigaren.

## Trivia
- Stan Lee verklaarde meer dan eens dat hij graag de rol van Jameson had gespeeld in de Spider-Man films. Desondanks prees hij acteur J.K. Simmons voor de manier waarop hij Jameson speelde.
- De J in J. Jonah Jameson staat voor 'John'. Dit werd bevestigd in Official Handbook of the Marvel Universe: Spider-Man 2005.
- J. Jonah Jamesons vrouw Joan heeft dezelfde naam als Stan Lees vrouw.